# Hein Vos

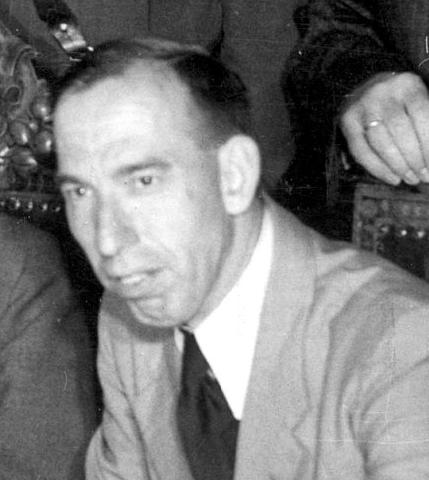
Hein Vos (1946)

Hendrik „Hein“ Vos (* 5. Juli 1903 in Tijnje, Provinz Fryslân; † 23. April 1972 in Wassenaar, Provinz Zuid-Holland) war ein niederländischer Politiker der Sociaal-Democratische Arbeiderspartij (SDAP) und zuletzt seit dem 9. Februar 1946 der Partij van de Arbeid (PvdA), der als sozialdemokratischer Ideologe zusammen mit Jan Tinbergen in den 1930er Jahren den Plan van de Arbeid entwarf, eine Alternative der SDAP und des Gewerkschaftsbundes NVV (Nederlands Verbond van Vakverenigingen) zur Bewältigung der Weltwirtschaftskrise. 1937 wurde er Mitglied der Zweiten Kammer der Generalstaaten.
Nach Ende des Zweiten Weltkrieges wurde Vos 1945 im Kabinett von Ministerpräsident Willem Schermerhorn zum Minister für Handel und Industrie berufen, erhielt aber nur geringe Unterstützung für seine Politik der Sozialisation und Planung. Danach wurde er 1946 im ersten Kabinett von Ministerpräsident Louis Beel Verkehrsminister und lehnte 1947 als einziger Minister ein militärisches Eingreifen im Indonesischen Unabhängigkeitskrieg ab.
Nach seinem Ausscheiden aus der Regierung fungierte Vos zwischen 1949 und 1968 als Direktor der Zentralen Allgemeinen Lebensversicherungsgesellschaft sowie der Zentralen Arbeiter-Versicherungsbank in Den Haag. Daneben war er zwischen 1956 und 1968 Mitglied der Ersten Kammer der Generalstaaten und war in dieser von 1960 bis 1968 auch Vorsitzender der PvdA-Fraktion. Zuletzt wurde er 1968 Mitglied des Staatsrates (Raad van State) und gehörte diesem Verfassungsorgan zur Beratung der Regierung bis zu seinem Tod 1972 an.
Vos lebte seit den 1920er Jahren in einer gleichgeschlechtlichen Beziehung und war damit einer der wenigen Politiker jener Zeit, die sich offen zu ihrer Homosexualität bekannten.

## Leben

### Ingenieur, Kommunalpolitiker und Mitglied der Zweiten Kammer
Vos, der aus einer linken Lehrerfamilie aus der Provinz Drenthe stammte, begann nach dem Besuch der Höheren Bürgerschule in Heerenveen ein Studium im Fach Elektrotechnik an der Polytechnischen Schule Delft, das er 1926 abschloss. Während seines Studiums trat er der Sociaal-Democratische Arbeiderspartij (SDAP) bei und nahm nach Abschluss des Studiums 1927 eine berufliche Tätigkeit als Verwaltungsbeamter im Staatlichen Gewerbeamt (Rijksnijverheidsdienst) in Deventer auf, wechselte aber bereits 1928 als Ingenieur zum Staatlichen Patentamt (Nederlandsche Octrooiraad). Dort befasste er sich bis zum 1. Juli 1934 mit der Automatisierung des Telefons.
Daneben begann Vos seine politische Laufbahn in der Kommunalpolitik und war zwischen dem 1. September 1931 und dem 22. Juli 1934 für die SDAP Mitglied des Gemeinderates von Rijswijk. Nach Beendigung seiner Tätigkeit beim Staatlichen Patentamt war er zwischen dem 1. Juli 1934 und 1940 Direktor des Wissenschaftlichen Büros der SDAP. Daneben war er zwischen dem 3. September 1935 und dem 5. September 1939 Mitglied des Gemeinderates von Amsterdam. In dieser Zeit war er nacheinander Mitglied der Vorstände der SDAP in Deventer, Delft und Rijswijk sowie Redakteur der sozialistischen Kaderzeitung Contact und der sozialistischen Wochenzeitschrift Vrijheid, Arbeid en Brood. Des Weiteren gehörte er seit August 1935 auch der Zentralen Plankommission der SDAP als Mitglied an.
Zugleich wurde Vos für die SDAP am 3. September 1937 Mitglied der Zweiten Kammer der Generalstaaten und gehörte dieser offiziell bis zum 25. Juni 1945 an. Daneben war er zwischen 1940 und 1944 erneut Ingenieur im Staatlichen Patentamt und anschließend von 1944 bis 1945 Berater im Wiederaufbauministerium.

### Minister

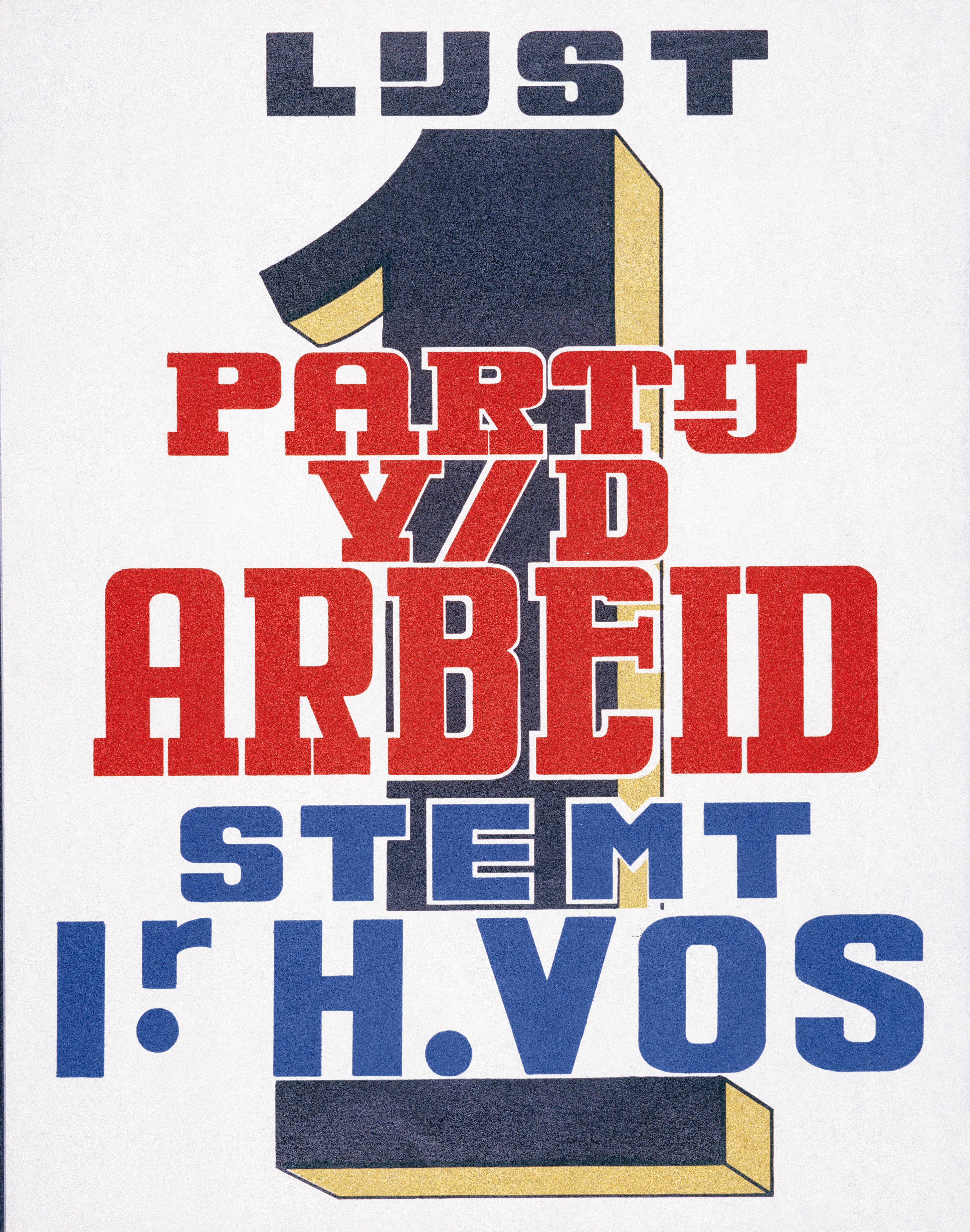
Wahlplakat der Partij van de Arbeid (PvdA) mit Hein Vos als Spitzenkandidat bei den Wahlen zur Zweiten Kammer der Generalstaaten (1946)

Nach Kriegsende wurde Vos am 25. Juni 1945 von Ministerpräsident Willem Schermerhorn zum Minister für Handel und Industrie (Minister van Handel en Nijverheid) in das Kabinett Schermerhorn/Drees berufen und bekleidete dieses Ministeramt bis zum 3. Juli 1946. Am 4. Juni 1946 wurde er als Spitzenkandidat der Partij van de Arbeid (PvdA) erneut Mitglied der Zweiten Kammer der Generalstaaten, der er bis zum 9. Juli 1946 angehörte.
Am 3. Juli 1946 übernahm er im ersten Kabinett von Ministerpräsident Louis Beel bis zum 1. März 1947 das Amt des Verkehrsministers (Minister van Verkeer). Nachdem Johan Ringers am 15. November 1946 wegen Unzufriedenheit mit der Regierungspolitik in Niederländisch-Indien zurückgetreten war, bekleidete Vos bis zum 1. März 1947 kommissarisch auch das Amt des Ministers für öffentliche Arbeiten und Wiederaufbau (Waarnemend minister van Openbare Werken en Wederopbouw). Er selbst übernahm daraufhin vom 1. März 1947 bis zum 7. August 1948 das durch Königlichen Beschluss (Koninklijk Besluit) vom 28. Februar 1947 umbenannte Amt des Ministers für Verkehr und Wasserbau (Minister van Verkeer en Waterstaat). Am 27. Juli 1948 wurde er für die PvdA abermals Mitglied der Zweiten Kammer der Generalstaaten und gehörte dieser bis zum 14. Dezember 1948 an.
Neben seinem Ministeramt gehörte Vos zwischen Februar 1946 und Februar 1951 auch dem Vorstand der PvdA als Mitglied an und war ferner seit Dezember 1946 Mitglied des Kuratoriums der parteinahen Wiardi-Beckman-Stiftung (WBS). Nach seinem Ausscheiden aus der Regierung wurde ihm am 13. Oktober 1948 das Ritterkreuz des Orden vom Niederländischen Löwen verliehen.

### Versicherungsmanager und kommissarischer Vorsitzender der PvdA
Nach seinem Ausscheiden aus der Zweiten Kammer wurde Vos am 1. Januar 1949 Direktor der der PvdA nahe stehenden Zentralen Allgemeinen Lebensversicherungsgesellschaft (N.V. Centrale Algemene Levensverzekeringsmaatschappij) in Den Haag und übte diese Funktion bis zum 16. Februar 1968 aus. Gleichzeitig fungierte er zwischen dem 1. Januar 1949 und dem 16. Februar 1949 auch als Direktor der ebenfalls in Den Haag ansässigen Zentralen Arbeiterversicherungsbank (N.V. Centrale Arbeiders-Verzekeringsbank).
Neben diesen beruflichen Tätigkeiten war Vos zwischen dem 25. Februar 1951 und dem 24. März 1961 auch Vize-Vorsitzender der PvdA und zugleich 1951 Vorsitzender der PvdA-Kommission, die das sozialistische Grundsatzprogramm De weg naar de vrijheid erarbeitete. Als Nachfolger von Koos Vorrink wurde er im Juni 1953 erstmals kommissarischer Parteivorsitzender der PvdA und übte diese Funktion bis zu seiner Ablösung durch Evert Vermeer am 23. Februar 1955 aus. Anschließend gehörte er seit März 1955 der PvdA-Kommission an, die das Programm für die Wahlen 1956 erarbeitete.

### Mitglied der Ersten Kammer und des Staatsrates

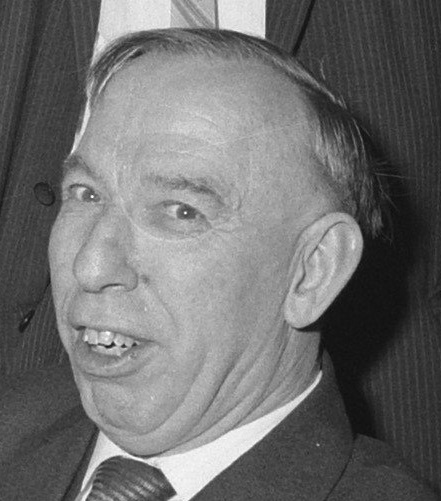
Hein Vos (1961)

Am 6. November 1956 wurde er auch Mitglied der Ersten Kammer der Generalstaaten, der er bis zum 16. Februar 1968 angehörte. Im Mai 1960 übernahm Vos als Nachfolger von Evert Vermeer zum zweiten Mal das Amt des kommissarischen Vorsitzenden der PvdA und übte die Funktion nunmehr bis zum 24. März 1961 aus und wurde diesmal von Ko Suurhoff abgelöst. Während dieser Zeit war er zwischen dem 15. November 1960 und dem 4. März 1968 auch Vorsitzender der PvdA-Fraktion in der Ersten Kammer. Daneben gehörte er zwischen dem 24. März 1961 und dem 5. März 1965 erneut dem Parteivorstand der PvdA als Mitglied an.
Für seine langjährigen Verdienste in Politik und Wirtschaft wurde er darüber hinaus am 29. April 1964 zum Kommandeur des Orden von Oranien-Nassau ernannt.
Durch Königlichen Beschluss vom 17. Februar 1968 wurde Vos zum Mitglied des Staatsrates (Raad van State) ernannt und gehörte diesem Verfassungsorgan zur Beratung der Regierung offiziell vom 21. Februar 1968 bis zu seinem Tod am 23. April 1972 an.
Vos bekannte sich als einer der wenigen Politiker seiner Zeit offen zu seiner Homosexualität und lebte seit den 1920er Jahren in gleichgeschlechtlichen Beziehungen zu Männern wie Pieter Gerhardus Jansen, der unter dem Pseudonym Aar van de Werfhorst als Schriftsteller und Journalist arbeitete.